# Songs for the Philologists
Songs for the Philologists es una colección de canciones escritas en inglés antiguo y moderno, islandés, latín, sueco y gótico, por J. R. R. Tolkien, E. V. Gordon y otros, con alguna canción tradicional. Es el libro publicado de Tolkien más raro y difícil de encontrar, salvo quizá Sir Orfeo.

## Historia editorial
Songs for the Philologists surgió en origen de una recopilación mecanografiada por Gordon entre 1922 y 1926 para esparcimiento de los estudiantes de la Universidad de Leeds miembros de un grupo llamado Viking Club, fundado por los propios Gordon y Tolkien, que se dedicaban a leer sagas y otros textos en nórdico antiguo, además de a beber cerveza.
Una de las copias de esta recopilación fue trasladada por uno de esos alumnos, llamado A. H. Smith, al University College de Londres, donde él iba a continuar sus estudios. Allí un grupo de estudiantes lo compuso a mano en 1935 o 1936, y lo imprimió en 1936 con el impressuum «Printed by G. Tillotson, A. H. Smith, B. Pattison and other members of the English Department, University College, London» («Impreso por G. Tillotson, A. H. Smith, B. Pattison y otros miembros del Departamento de Inglés, University College, Londres») en una imprenta manual de madera reconstruida, como ejercicio práctico. Es de suponer que en esas condiciones y con esos medios no se haría una tirada demasiado importante.
Como Smith no había pedido permiso a Gordon ni Tolkien para editar su trabajo, los folletos impresos no se distribuyeron. La mayoría de las copias fueron destruidas, junto con la vieja imprenta, por un incendio originado por un bombardeo durante la Segunda Guerra Mundial. Sin embargo unas pocas, quizá unas catorce, sobrevivieron en manos de Smith y el resto de los alumnos que las habían imprimido.

## Contenido
Songs for the Philologists empieza con un epigrama en nórdico antiguo: «Málrúnar skaltu kunna» («Runas parlantes que debes conocer»). Se trata de una cita del Sigrdrífumál (La balada de Sigrdrífa), parte de la Edda Poética.
La colección consta de un total de treinta canciones, de las que trece están escritas por Tolkien:
1. «Grace», para ser cantada con la melodía de «The King of France».
2. «Fara með víkingum» (en islandés «Ir con los vikingos»), de Egill Skallagrímsson.[4]
3. «Já, láttu gamminn» (en islandés «Sí, la inmensa gamma»), un poema de Hannes Hafstein (1861–1922), poeta que el 1 de febrero de 1904 se convertiría en primer ministro de Islandia, el primero bajo el Home Rule de Dinamarca; originalmente titulado «Áfram» («Adelante»).[4]
4. «Bring Us in Good Ale» (en inglés actual «Tráiganos buena cerveza»), un villancico tradicional inglés de la época de Enrique VI.[5]
5. «Björt mey og hrein» (en islandés «Chica brillante y pura»), originalmente una canción folclórica polaca traducida al islandés por Stefán Ólafsson (1619–1688).[4]
6. «Rokkvisa» (en islandés), texto no identificable, probablemente una composición original o una traducción de E. V. Gordon.[4]
7. «Ólafur liljurós» (en islandés), canción tradicional islandesa. En este texto se incluyen sólo la primera, segunda y última estrofas, omitiéndose el largo diálogo entre Ólafur y la dama élfica del original.[4]
8. «From One to Five» (en inglés actual «De uno a cinco»), de J. R. R. Tolkien para ser cantada con la melodía de «Three Wise Men of Gotham».
9. «Syx mynet» (en inglés antiguo), de J. R. R. Tolkien para ser cantada con la melodía de «I Love Sixpence».
10. «Ruddoc Hana» (en inglés antiguo), de J. R. R. Tolkien para ser cantada con la melodía de «Who Killed Cock Robin?».
11. «Gaudeamus» (en latín «Alegrémonos»), el himno estudiantil por excelencia «Gaudeamus igitur». Canción anónima de título original «De brevitate vitae».
12. «Ides Ælfscýne» (en inglés antiguo), de J. R. R. Tolkien para ser cantada con la melodía de «Daddy Neptune». Reimpresa, junto a una traducción al inglés moderno («Elf-fair Lady») en The Road to Middle-earth.
13. «Bagmē Blōma» (en gótico), de J. R. R. Tolkien para ser cantada con la melodía de «Lazy Sheep» (de Mantle Childe, tomada de una antigua tonada francesa). Reimpresa, junto a una traducción al inglés moderno («Flower of the Trees») en The Road to Middle-earth.
14. «Éadig béo þu!» (en inglés antiguo), de J. R. R. Tolkien para ser cantada con la melodía de «Twinkle, Twinkle, Little Star». Reimpresa, junto a una traducción al inglés moderno («Good Luck to You») en The Road to Middle-earth.
15. «Ofer wídne gársecg» (en inglés antiguo), de J. R. R. Tolkien para ser cantada con la melodía de «The Mermaid». Reimpresa, junto a una traducción al inglés moderno («Across the Broad Ocean») en The Road to Middle-earth.
16. «Icelandic Song» (en islandés con el título en inglés «Canción islandesa»), poema de Bjarni Þorsteinsson (1861–1938), sacerdote y compositor, titulado originalmente «Það liggur svo makalaust», para ser cantado con la melodía de «O'Reilly». En este libro se omite la última estrofa del poema y se altera el estribillo.[4]
17. «La Húru», de J. R. R. Tolkien y también para ser cantado con la melodía de «O'Reilly».
18. «Su klukka heljar» (en islandés «Las campanas del infierno»), una traducción de E. V. Gordon de «The Bells of Hell», para ser cantada con la misma melodía de esa canción.[4]
19. «I Sat upon a Bench» (en inglés actual «Me senté en un banco»), de J. R. R. Tolkien con la melodía de «The Carrion Crow».
20. «Natura Apis» (subtitulada «Morali Ricardi Eremite», en latín), de J. R. R. Tolkien y también con la melodía de «O'Reilly».
21. «Gubben Noach» (en sueco «El viejo Noé»), poema escrito originalmente en sueco por Carl Michael Bellmann (1740–1795), poeta y compositor clásico de la literatura escandinava del siglo XVIII. Se incluye el texto original seguido de una traducción al islandés de Eiríkur Björnsson.[4]
22. «The Root of the Boot» (en inglés actual «La suela de la bota»), de J. R. R. Tolkien para ser cantada con la melodía de «The Fox Went Out». Más tarde revisada e incluida en El Señor de los Anillos y en Las aventuras de Tom Bombadil y otros poemas de El Libro Rojo como «El troll de piedra». Su primera versión fue reimpresa en El hobbit anotado de Douglas A. Anderson, y una versión revisada en El retorno de la Sombra. También reimpresa en el libro The Tolkien Papers: Mankato Studies in English.
23. «Frenchmen Froth», de J. R. R. Tolkien para ser cantada con la melodía de «The Vicar of Bray».
24. «Lit' and Lang'» (titulada «Two Little Schemes» en el índice, en inglés actual apócopes de Lit[erature] and Lang[uage], «Lengua y Literatura», o «Dos pequeños esquemas»), de J. R. R. Tolkien para ser cantada con la melodía de «Polly Put the Kettle On». Sobre la rivalidad entre los profesores de las asignaturas de Literatura y Lengua,[6] generada tras la división de lo que antes había sido una disciplina única, división que dañó a ambas: los departamentos de Lingüística perdieron sensibilidad literaria y los de Literatura Inglesa perdieron competencia en el idioma.[7] En esta «guerra» Tolkien se posiciona contra los profesores de Literatura, mofándose de ellos.[8]
25. «Bí, bí og blaka» (en islandés «Abeja, abeja y orejera»), una nana islandesa de Sveinbjörn Egilsson (1791–1852), teólogo, profesor, traductor y poeta.
26. «Guð let vaxa» (en islandés «Crezca Dios»), una letra de homenaje al vino compuesta por Hannes Hafstein para la melodía del Laus Deo de Joseph Haydn. Su título original es «Sálmur yfir víni» («Salmo del vino»).[4]
27. «Salve!».
28. «Hwan ic beo dead» (en inglés antiguo «Cuando esté muerto»).
29. «Vísur íslendinga» (en islandés «Versos islandeses»), un poema de Jónas Hallgrímsson (1807–1845), uno de los primeros poetas románticos islandeses. En este libro se omiten la segunda y tercera estrofas.[4]
30. «Gömul kynni» (en islandés «Antigua evidencia»), una composición de Árni Pálsson sobre un poema de Robert Burns.[4]